# Sebagini
Les Sebagini sont un peuple gaulois, qui n'est connu que par un court passage de Cicéron, dans son plaidoyer prononcé en 81 av. J.-C. en faveur de Publius Quinctius, le Pro Quinctio, dans une affaire de détournement d'héritage.

## Histoire
Le plaidoyer de Cicéron concerne un domaine de Quinctius, qui se trouvait chez les Sebagini (l'orthographe Sebaginni est aussi possible), à 700 milles de Rome. Les distances n'étant jamais données à vol d'oiseau, mais en suivant une voie romaine, la description qu'en donne Cicéron convient à la région de la moyenne Durance, Sisteron (Segustero) se trouvant à 710 milles de Rome. En parcourant 700 milles le long de la voie Domitienne, construite à la fin du IIe siècle av. J.-C., dans une région conquise par Fulvius Flaccus en  125 av. J.-C., on arrive à Upaix. Les domaines acquis par les spéculateurs romains étaient en général situés sur les meilleures terres, et à proximité des voies romaines : dans la région, il est probable que l'on reste dans la vallée de la Durance, et que les Sebagini se soient trouvés à Upaix même ou à proximité.
Outre cet accaparement de terres, le Pro Quinctio signale un commerce d'esclaves enfants en provenance des Sebagini.
Étant donné que les Sebagini ne sont cités que par une seule source, il est possible que ce terme ne désigne pas un peuple gaulois, mais un simple pagus ou un vicus dépendant des Avantici, le suffixe -ini ou -inni étant très courant dans les noms de vicus et de pagus romains.